# كورون فينوستا
غراون إم فينشغاو (بالألمانية: Graun im Vinschgau) أو كورون فينوستا (بالإيطالية: Curon Venosta)‏ بلدية في مقاطعة بولسانو بوزن في المنطقة الإيطالية ترينتينو ألتو أديجي. تقع على بعد حوالي 90 كيلومتراً إلى الشمال الغربي من ترينتو ونحو 70 كيلومترأ إلى الشمال الغربي من بولسانو على الحدود مع النمسا وسويسرا.

## السكان
في سنة 1871 بلغ عدد السكان  نسمة، وتطور العدد ليصل في سنة 2011 لـ 2٬423 نسمة.
يظهر هذا المخطط البياني تطور النمو السكاني لـ كورون فينوستا

## توأمة
لكورون فينوستا اتفاقيات توأمة مع:
- هشينغن